# Jüdischer Friedhof (Courcelles-Chaussy)

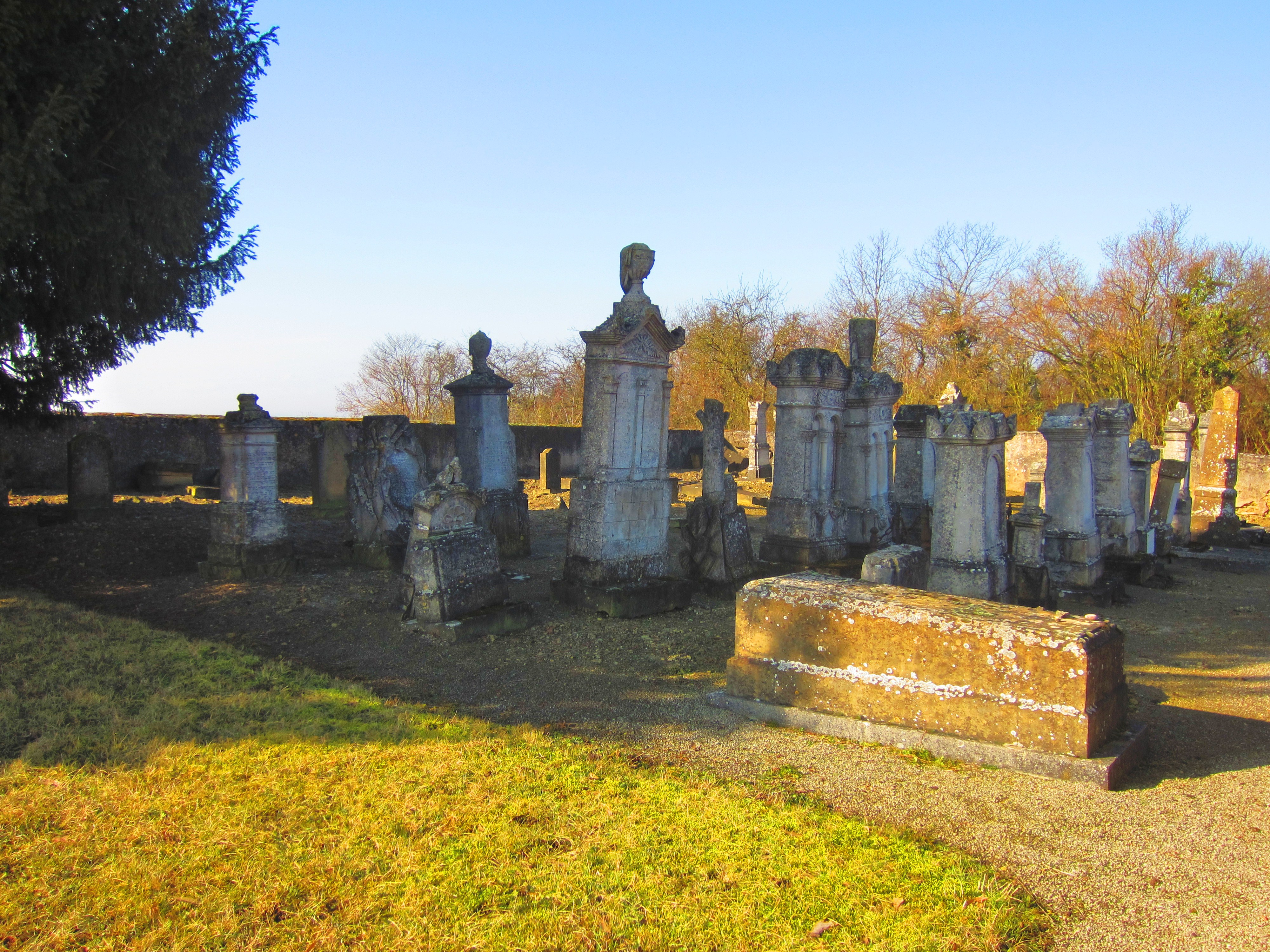
Jüdischer Friedhof in Courcelles-Chaussy

Der Jüdische Friedhof in Courcelles-Chaussy, einer französischen Gemeinde im Département Moselle in der historischen Region Lothringen, wurde 1842 angelegt. 
Der jüdische Friedhof befindet sich östlich des Ortes an der Verlängerung der Rue du Maréchal Leclerc. Auf dem Friedhof sind noch zahlreiche Grabsteine (Mazevot) erhalten.